# Ángela Peralta
Ángela Peralta (Ciudad de México, 6 de julio de 1845 - Mazatlán, 30 de agosto de 1883) fue una soprano y compositora mexicana del siglo xix de fama internacional, conocida como «El ruiseñor mexicano» y llamada «Angelica di voce e di nome» en Europa. Antes de los 20 años conquistó los principales escenarios europeos y fue la primera mexicana que actuó en el Teatro de La Scala.

## Infancia y estudios
Hija de Manuel Peralta y Josefa Castera, comenzó sus estudios de solfeo en 1851, con a lo sumo 6 años, bajo la tutela de Manuel Barragán y fue alumna de Agustín Balderas, quien fuera miembro del jurado del concurso para musicalizar el Himno Nacional. A los ocho años fue muy aclamada cuando cantó la cavatina de Belisario, de Gaetano Donizetti. A los quince años personificó a Eleonora en Il trovatore de Giuseppe Verdi, debutando así en el desaparecido Teatro Nacional. Animada por el éxito y por su padre, emprendió un viaje de gira a Europa.

## Presentaciones en Europa
El 13 de mayo de 1862 debutó en la Scala de Milán con Lucia di Lammermoor de Gaetano Donizetti con gran éxito. Cantó La sonnambula de Vincenzo Bellini ante Víctor Manuel II y su esposa, saliendo en treinta y dos ocasiones al palco escénico para agradecer las ovaciones, comenzando un éxito rotundo en giras por Roma, Turín, Florencia, Bolonia, Lisboa, Alejandría, Génova, Nápoles, San Petersburgo, Madrid, Barcelona y El Cairo durante 1863, 1864 y gran parte de 1865.

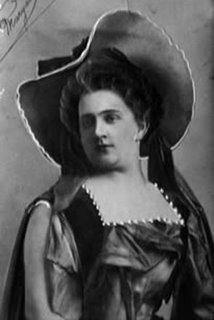
Ángela Peralta

## Invitación a México
El emperador Maximiliano I de México le pidió regresar a México para cantar en el Teatro Imperial Mexicano y en octubre de 1865 ella aceptó la invitación. El 20 de noviembre fue recibida por los artistas del Teatro Imperial, por los alumnos de la Academia de San Carlos, intelectuales, músicos y por la población en general que la vitoreó en los barrios de San Antonio Abad, Portales, Mexicaltzingo e Iztapalapa.
Entre su repertorio favorito cantó La sonnambula, I Puritani de Bellini, Martha de Friedrich von Flotow, Il barbiere di Siviglia de Gioachino Rossini, Lucia di Lammermoor, La fille du régiment, L'elisir d'amore de Gaetano Donizetti, Il trovatore y La Traviata de Giuseppe Verdi. Compartió créditos con Enriqueta Sulzer, César Limberti, y Mariano Padilla bajo la batuta de Carlos Bosoni. La temporada se prolongó hasta abril de 1866. Durante el mes de febrero estrenó la ópera Ildegonda del compositor mexicano Melesio Morales.

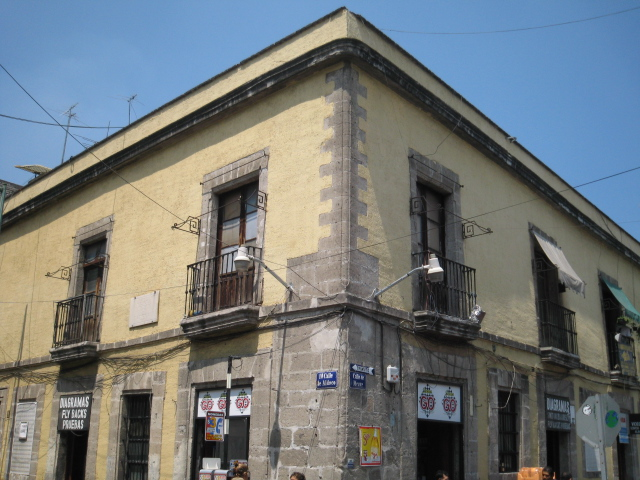
Casa de Ángela Peralta.

En 1866 cantó para los emperadores Maximiliano I de México y Carlota de México y se le nombró «Cantante de cámara del imperio», provocando la repulsión del escritor Ignacio Manuel Altamirano, ya que un año después la cantante cantó I Puritani de Vincenzo Bellini «a beneficio de la guerra contra los invasores» en el puerto de Veracruz.
Realizó presentaciones en Guanajuato, León, San Francisco del Rincón. En Guadalajara inauguró el Teatro Juan Ruiz de Alarcón (hoy Teatro Degollado). Ante la caída inminente del régimen imperial, se trasladó al puerto de Veracruz y se embarcó a Europa.

## Segunda gira en Europa

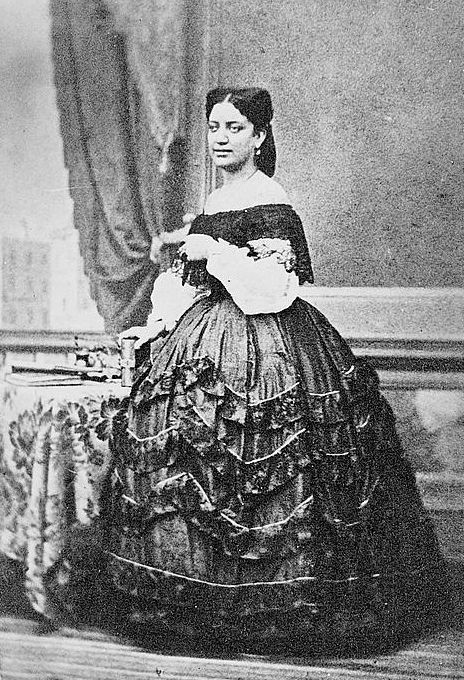
Ángela Peralta en 1875

En 1867 partió de nuevo a Europa, y se presentó en Italia y España. En Madrid, contrajo matrimonio con su primo hermano y literato Eugenio Castera lo cual significó su declive dedicándose a componer pequeñas piezas.

Después de cuatro años y medio, regresó a la Ciudad de México el 6 de mayo de 1871. Ahí estrenó la ópera Guatemotzin de Aniceto Ortega de Villar el 13 de septiembre de 1871. El Teatro Nacional de México había recuperado su nombre, alternó con Enrique Tamberlick, con el francés Gasseier, la Visconti, la Tomasi, Verati, Testa y Mari, bajo la dirección de Enrique Moderatti y Melesio Morales. Justo Sierra, impresionado por su voz le dedicó un poema. En esta época la prensa escribe de ella:

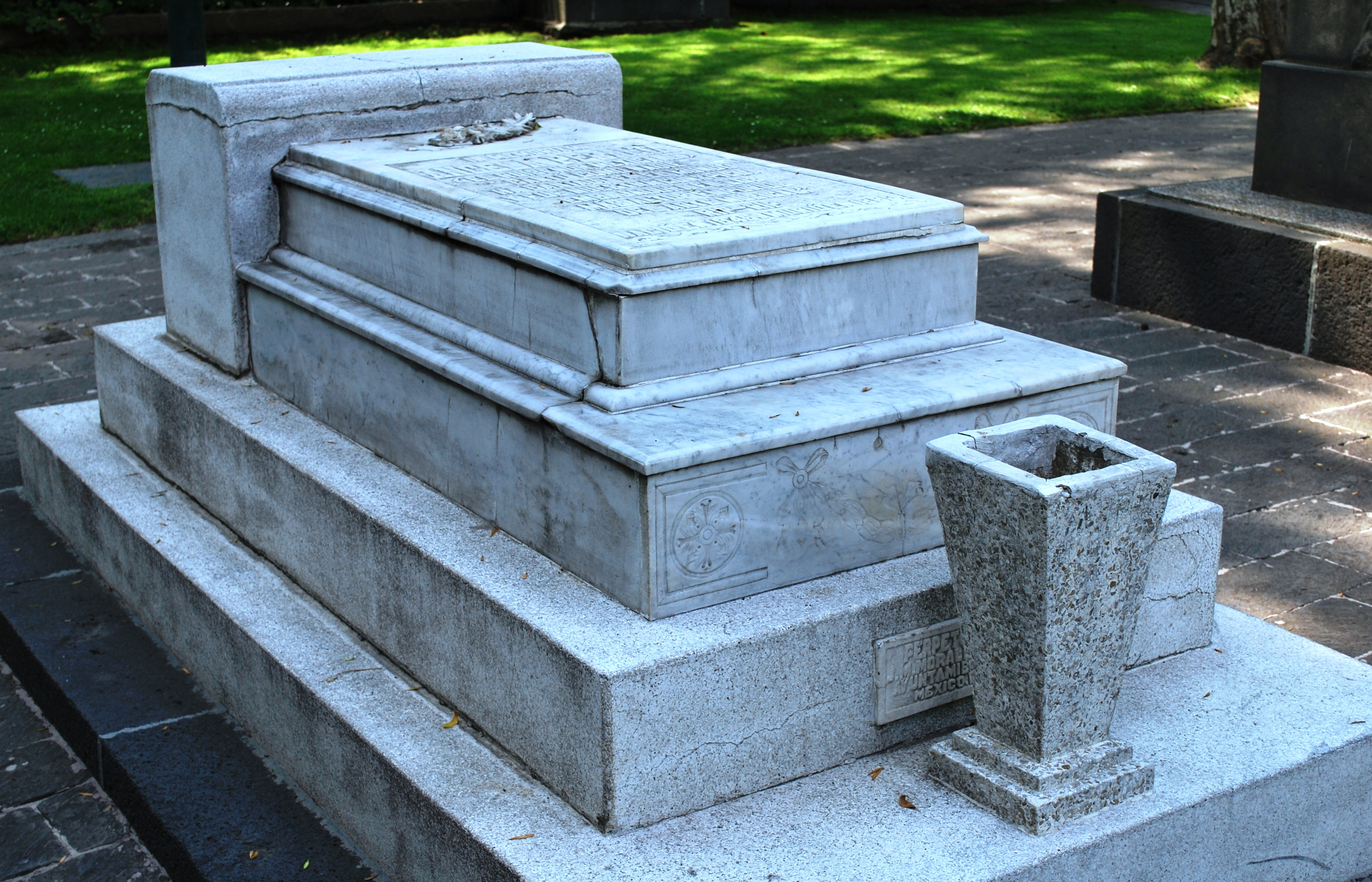
Sepulcro de Ángela Peralta en la Rotonda de las Personas Ilustres (México).

La Sra. Peralta, como de costumbre, entusiasmó á la concurrencia, y este entusiasmo llegó á su colmo cuando Ángela cantó la aria del delirio. Nuestro Ruiseñor se hace cada día más digno de la fama que ha conquistado, y el público mexicano encuentra en ella á su artista más querida (…) Un inmenso número de ramilletes fué arrojado á la escena, y los más entusiastas bravos y los aplausos mas justos fueron el homenaje tributado á la artista.

## Tercera gira en Europa

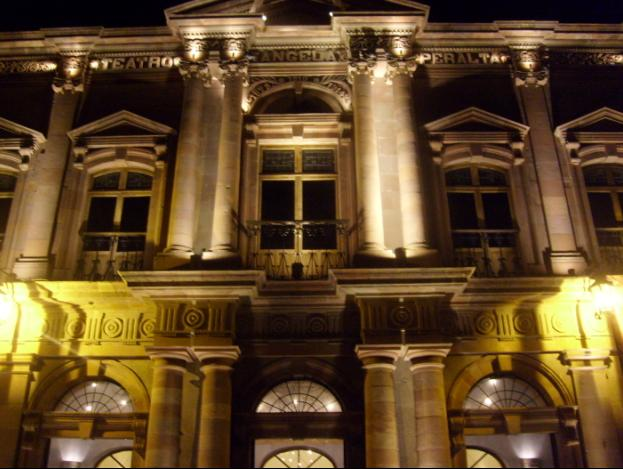
Teatro Ángela Peralta en San Miguel de Allende.

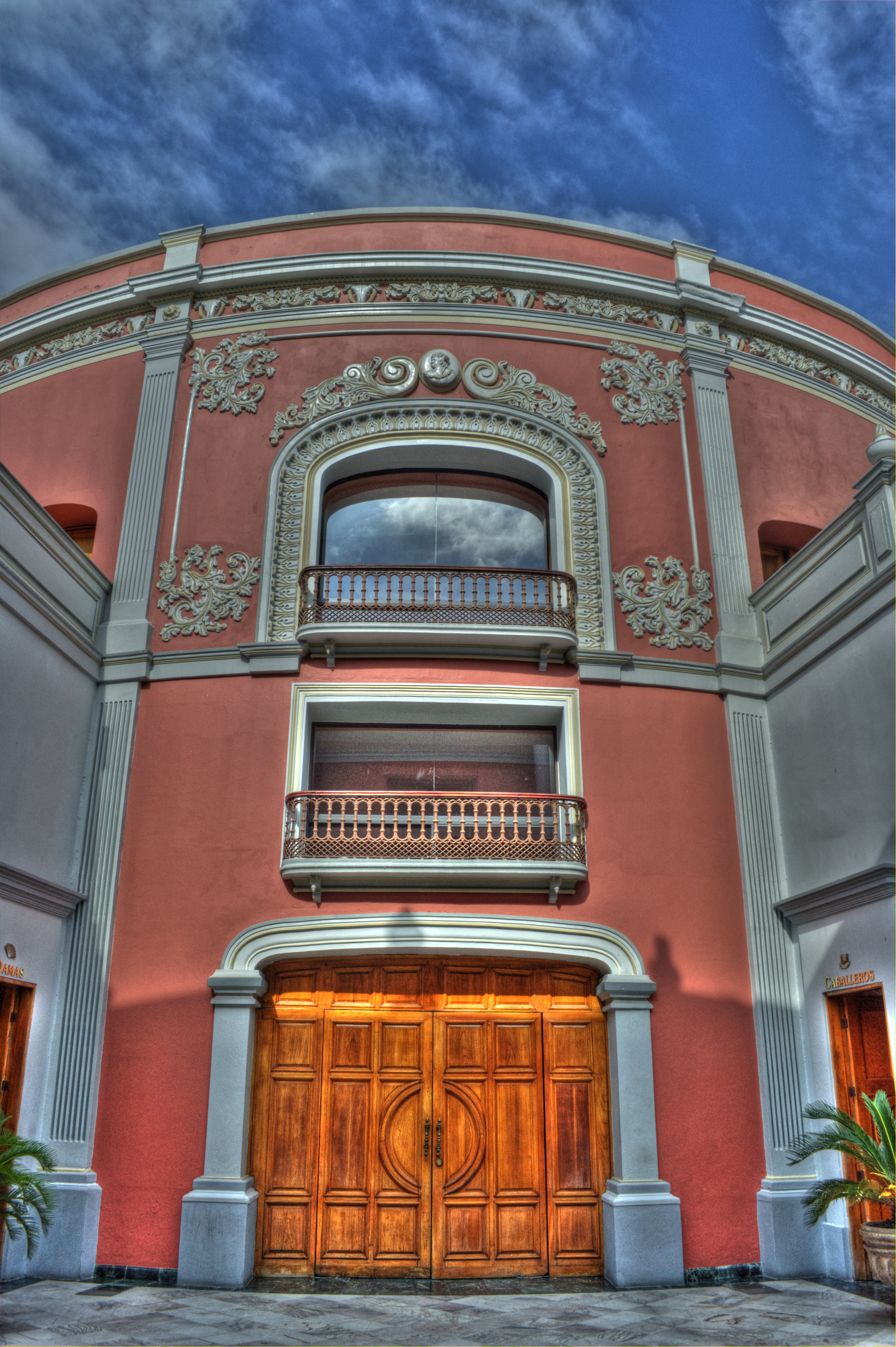
Teatro Ángela Peralta en Mazatlán, Sinaloa.

Entre 1872 y 1874 realizó una tercera gira por Europa. Inició sus presentaciones nuevamente en Italia y prolongó su estancia por más de tres años. Regresó a México en 1877, y cantó en el Teatro Nacional Aída de Verdi, y Gino Corsini de Melesio Morales. Se enamoró de su administrador Julián Montiel y Duarte, y fundó su propia compañía operística. Cuando el público se enteró de su amorío dejaron de apoyarla. La élite social de la ciudad boicoteó sus actuaciones y contrató acosadores para acosarla durante las actuaciones. Por la enfermedad de Castera fue forzada a no poder seguir realizando giras en 1876 recluyéndolo en un hospital en Paris donde murió en el mes de agosto en el año de 1883. Después de un periodo de luto se dedicó en México a organizar el estreno del Requiem de Giuseppe Verdi y de la ópera Gino Corsini de Melesio Morales. En esa época, su amante, el escritor Julián Montiel Duarte, publicó su Album Musical de Angela Peralta, que contiene 15 composiciones de ella.
Viajó por el norte de la República mexicana. Se presentó en Querétaro, Celaya, Aguascalientes, Zacatecas, Guanajuato, San Luis Potosí, Ciudad Juárez y Morelia, en el Teatro Progreso de Monterrey, en Saltillo, Durango y La Paz. Al llegar a Mazatlán cantó Il trovatore y Aída, pero fue víctima de una epidemia de fiebre amarilla. Contrajo nupcias in articulo mortis con Julián Montiel y Duarte y falleció el 30 de agosto de 1883 a la edad de 38 años. Falleció en el Hotel Iturbide de Mazatlán. Se casó con su amante Julián Montiel y Duarte en su lecho de muerte. Según el relato de un testigo presencial de la ceremonia, ya estaba inconsciente cuando se celebró. Uno de los cantantes de su compañía, Lemus, la sostenía por los hombros. Cuando se le preguntó si aceptaba a Montiel y Duarte como esposo, Lemus movió la cabeza para simular un asentimiento.[5] Antes de su entierro en Mazatlán, su cuerpo fue velado, ataviado con uno de sus trajes de ópera y sus mejores joyas. Sus restos mortales fueron trasladados a la Rotonda de las Personas Ilustres en abril de 1937.

## La voz de la Peralta
Como parte de la despedida del Ruiseñor Mexicano para que emprendiera su tercera gira, su biógrafo, Agustín F. Cuenca, describió:
La voz de soprano agudo de la Sra. Peralta, recorre más de dos octavas, pues arranca, según me ha parecido, del re y sube hasta el mi. La voz de la Peralta es llena, sonora, grata, un tanto metálica en el registro medio y agudo. En la vocalización hace lo que quiere, sin violencia, con maestría y desembarazo, como si estuviera en ejercicios académicos. […] Parece como que se complace en jugar y divertirse con los peligros de la vocalización. […]

## Obras
Ángela Peralta, escribió:
- México (galopa).
- Un recuerdo de mi patria (danza).
- Nostalgia (fantasía).
- Adiós a México (vals).
- Pensando en ti (fantasía).
- Io t'amerò (romanza).
- Margarita (danza).
- El deseo (romanza).
- Sara (melodía).
- Retour (chotis).
- Ilusión (mazurca).
- Absence (vals).
- Eugenio (vals).
- María (vals).
- Né m'oublie pas (vals).
- Lejos de ti (vals).

## Óperas estrenadas por Ángela Peralta
- 1866: Ildegonda de Melesio Morales
- 1871: Guatemotzin de Aniceto Ortega de Villar
- 1877: Gino Corsini de Melesio Morales

En Mazatlán, San Miguel de Allende y en la Ciudad de México en la zona de Polanco, existen teatros que llevan el nombre de Ángela Peralta en su honor. La calle peatonal junto al Palacio de Bellas Artes, entre Juárez e Hidalgo, también.